# Liga Española de Baloncesto Bronce
La Liga Española de Baloncesto Bronce (LEB Bronce) fue una competición de baloncesto organizada por la Federación Española de Baloncesto. Fue la cuarta categoría profesional tras la Liga ACB, la LEB Oro y la LEB Plata. En 2007, la Federación Española de Baloncesto decidió crear un tercer LEB con 18 equipos, como los otros dos. Desde ese día, cambió el nombre de LEB como LEB Oro y LEB-2 como LEB Plata. Esta nueva liga se llamó LEB Bronce, los tres primeros equipos eran ascendidos cada año a LEB Plata y los cuatro últimos equipos eran descendidos a la Liga EBA (que pasó a ser la liga de quinto nivel).
La LEB Bronce también tenía su Copa, como las otras ligas LEB. En 2009, después de dos temporadas, la LEB Bronce desapareció debido a las dificultades de los equipos que disputaban de la nueva liga.

## Historial
| Ed. | Temporada | Campeón          | Subcampeón                              | Tercero              |
| --- | --------- | ---------------- | --------------------------------------- | -------------------- |
| I   | 2007–08   | Gestibérica Vigo | Canasta Unibasket Jerez                 | Leyma Básquet Coruña |
| II  | 2008–09   | Alerta Cantabria | Matchmind Carrefour El Bulevar de Ávila | CD Huelva Baloncesto |

## Copa LEB Bronce
| Ed. | Año  | Formato | Campeón              | Res.  | Subcampeón                   | Sede(s) |
| --- | ---- | ------- | -------------------- | ----- | ---------------------------- | ------- |
| I   | 2008 | A4      | Balneario de Archena | 91–70 | Ciudad Torrealta Molina      | Vigo    |
| II  | 2009 | A2      | Alerta Cantabria     | 83–73 | Promobys Valle del Almanzora | Tíjola  |